# 邓泽培
邓泽培，四川邛州人，咸豐八年戊午科四川鄉試中式舉人。歷任寶應縣知縣。
邓泽培曾于1879年接替吴观乐任崇明县知县一职，1880年由顾霄汉接任。